# Creedia haswelli
Creedia haswelli är en fiskart som först beskrevs av Ramsay, 1881.  Creedia haswelli ingår i släktet Creedia och familjen Creediidae. Inga underarter finns listade i Catalogue of Life.